# Lena Stigrot
Lena Stigrot, född 20 december 1994 i Bad Tölz i Tyskland, är en volleybollspelare (vänsterspiker) som spelar med UYBA Volley och landslaget.
Alsmeier började spela volleyboll med TV Lenggries och TV  Planegg-Krailling som ungdom innan hon 2009 gick över till elitlaget Rote Raben Vilsbiburg. Hon var en tidig talang som gick på deras volleybollinternat. Med juniorlandslagen kom hon fyra vid U18-EM 2011 och femma vid U19-EM 2012 och med seniorlandslaget blev hon femma vid EM 2015. Hon stannade med Rote Raben till 2018 då hon gick över till konkurrenten Dresdner SC. Där blev hon kvar till 2021 då hon flytta till Italien för spel med Roma Volley Club. Där stannade hon bara ett år innan hon gick över till UYBA Volley, även de i Italien.